# Theretra sumbaensis
Theretra sumbaensis là một loài bướm đêm thuộc họ Sphingidae. Nó được tìm thấy ở miền tây Sumba in Indonesia.